# Agogo (Ghana)
Agogo è un centro abitato del Ghana, situato nel Distretto di Asante Akim Nord, nella Regione di Ashanti. Si trova circa 80 km a est di
Kumasi, la capitale della regione.